# She Blew like Trumpets
She Blew like Trumpets is een nummer van de Nederlandse muzikant Kyteman uit 2009, in samenwerking met GMB. Het is de eerste single van The Hermit Sessions, het debuutalbum van Kyteman.
"She Blew like Trumpets" is opgenomen in Engeland en is geregisseerd door Menna Laura Meijer. De stijl van het nummer is een combinatie tussen jazz, rock en hiphop. Het nummer bereikte de Nederlandse Top 40 niet, maar bereikte wel een bescheiden 25e positie in de Mega Top 50 van 3FM.
De videoclip bij het nummer verscheen op 10 maart 2009.